# ميهايلو فاسيتش
ميهايلو فاسيتش (بالصربية: Михаило Васић) (مواليد 20 يوليو 1993)، هُو لاعب كرة سلة صربي يُشارك مع منتخب صربيا لكرة السلة 3x3.
شارك ميهايلو فاسيتش مع مُنتخب بلاده في دورة الألعاب الأولمبية الصيفية 2020 في طوكيو، بحيث أحرز مع باقي أفراد المُنتخب الميدالية البرونزية الخاصة بمُسابقة كُرة السلة 3x3.

## وصلات خارجية
- ميهايلو فاسيتش على موقع fiba3x3.com (الإنجليزية)
- ميهايلو فاسيتش على موقع ريلجم (الإنجليزية)
- ميهايلو فاسيتش على موقع بروبوليرز (الإنجليزية)
- ميهايلو فاسيتش على موقع اللجنة الأولمبية الدولية (الإنجليزية)
- ميهايلو فاسيتش على موقع أوليمبيديا (الإنجليزية)
- ميهايلو فاسيتش على موقع اللجنة الأولمبية الصربية (الصربية)